# Tolena
Tolena (en francès Toulenne) és un municipi francès situat al departament de la Gironda i a la regió de la Nova Aquitània.

## Demografia
| 1962                                       | 1968  | 1975  | 1982  | 1990  | 1999  | 2007  |
| ------------------------------------------ | ----- | ----- | ----- | ----- | ----- | ----- |
| 800                                        | 1.046 | 1.104 | 1.743 | 1.839 | 1.994 | 2.486 |
| Des de 1962: població sense dobles comptes |       |       |       |       |       |       |

## Administració
| Període   | Identitat          | Partit |
| --------- | ------------------ | ------ |
| 1971-1995 | Claude Gaubert     | PS     |
| 1995-2001 | M. Martin          | PS     |
| 2001-2008 | Jean-Claude Rouxel | PS     |
| 2008-     | Christian Daire    | PS     |